# Nastri d'argento 2023
La 78ª edizione dei Nastri d'argento si sono svolti il 20 giugno 2023 presso il MAXXI - Museo nazionale delle arti del XXI secolo di Roma. Le candidature sono state annunciate il 1º giugno 2023. L'evento è stato presentato dalla giornalista e conduttrice televisiva Francesca Fialdini.

## Cinema
I vincitori sono indicati in grassetto, a seguire gli altri candidati.

### Miglior film
- Rapito, regia di Marco Bellocchio
- Il sol dell'avvenire, regia di Nanni Moretti
- Il ritorno di Casanova, regia di Gabriele Salvatores
- Il signore delle formiche, regia di Gianni Amelio
- Siccità, regia di Paolo Virzì

### Miglior regista
- Marco Bellocchio - Rapito
- Andrea Di Stefano - L'ultima notte di Amore
- Luca Guadagnino - Bones and All
- Nanni Moretti - Il sol dell'avvenire
- Kim Rossi Stuart - Brado

### Miglior regista esordiente
- Giuseppe Fiorello - Stranizza d'amuri
- Carolina Cavalli - Amanda
- Niccolò Falsetti - Margini
- Vincenzo Pirrotta - Spaccaossa
- Jasmine Trinca - Marcel!
- Giacomo Abbruzzese - Disco Boy

### Miglior film commedia
- Mixed by Erry, regia di Sydney Sibilia
- Grazie ragazzi, regia di Riccardo Milani
- Il grande giorno, regia di Massimo Venier
- Astolfo, regia di Gianni Di Gregorio
- Romantiche, regia di Pilar Fogliati

### Miglior soggetto
- L'immensità - Emanuele Crialese
- Mia - Ivano De Matteo, Valentina Ferlan
- Princess - Roberto De Paolis
- Il primo giorno della mia vita - Paolo Genovese
- Orlando - Daniele Vicari, Andrea Cedrola
- Piano piano - Nicola Prosatore, Antonia Truppo

### Migliore sceneggiatura
- Rapito - Marco Bellocchio, Susanna Nicchiarelli in collaborazione con Edoardo Albinati, Daniela Ceselli
- Brado - Kim Rossi Stuart, Massimo Gaudioso
- Il sol dell'avvenire - Francesca Marciano, Valia Santella, Nanni Moretti, Federica Pontremoli
- Mixed by Erry - Armando Festa, Sydney Sibilia
- Siccità - Francesca Archibugi, Paolo Giordano, Francesco Piccolo, Paolo Virzì

### Migliore attore protagonista
- Alessandro Borghi, Luca Marinelli - Le otto montagne
- Pierfrancesco Favino - L'ultima notte di Amore
- Edoardo Leo - Mia
- Luigi Lo Cascio - Il signore delle formiche
- Fausto Russo Alesi - Rapito

### Migliore attrice protagonista
- Barbara Ronchi - Rapito
- Margherita Buy - Il sol dell'avvenire
- Linda Caridi - L'ultima notte di Amore
- Benedetta Porcaroli - Amanda
- Jasmine Trinca - Profeti

### Migliore attore non protagonista
- Paolo Pierobon - Rapito
- Fabrizio Bentivoglio - Il ritorno di Casanova
- Francesco Di Leva - L'ultima notte di Amore
- Lino Musella - Princess
- Saul Nanni - Brado

### Migliore attrice non protagonista
- Barbora Bobuľová - Il sol dell'avvenire
- Milena Mancini - Mia
- Sara Serraiocco - Il primo giorno della mia vita
- Kasia Smutniak - Il colibrì
- Lidia Vitale - Ti mangio il cuore

### Migliore attore in un film commedia
- Antonio Albanese - Grazie ragazzi
- Claudio Bisio - Vicini di casa
- Paolo Calabresi - I migliori giorni
- Nicola Rignanese - Margini
- Giorgio Tirabassi - Il pataffio

### Migliore attrice in un film commedia
- Pilar Fogliati - Romantiche
- Antonella Attili - Il grande giorno
- Giorgia - Scordato
- Valentina Lodovini - I migliori giorni
- Stefania Sandrelli - Astolfo

### Migliore fotografia
- Michele D'Attanasio - Ti mangio il cuore, L'ombra di Caravaggio
- Luan Amelio - Il signore delle formiche
- Francesco Di Giacomo - Rapito
- Italo Petriccione - Il ritorno di Casanova
- Matteo Vielle - Delta

### Migliore scenografia
- Tonino Zera - L'ombra di Caravaggio, Mixed by Erry
- Andrea Castorina - Rapito
- Dimitri Capuani - Siccità
- Rita Rabassini - Il ritorno di Casanova
- Alessandro Vannucci - Il sol dell'avvenire

### Migliori costumi
- Carlo Poggioli - L'ombra di Caravaggio
- Massimo Cantini Parrini - L'immensità
- Patrizia Chericoni - Il ritorno di Casanova
- Marta Passarini - Marcel!
- Nicoletta Taranta - Stranizza d'amuri

### Migliore montaggio
- Francesca Calvelli, Stefano Mariotti - Rapito
- Consuelo Catucci - L'ombra di Caravaggio
- Giogiò Franchini - L'ultima notte di Amore
- Paola Freddi - Monica, Princess
- Jacopo Quadri - Siccità

### Migliore sonoro in presa diretta
- Alessandro Palmerini - Le otto montagne
- Roberto Cois - Bentu
- Angelo Bonanni - Delta
- Umberto Montesanti - Il primo giorno della mia vita
- Alessandro Zanon - Il sol dell'avvenire

### Migliore colonna sonora
- Colapesce Dimartino - La primavera della mia vita
- Stefano Bollani - Il pataffio
- Franco Piersanti - Siccità, Il sol dell'avvenire
- Pivio e Aldo De Scalzi - Diabolik - Ginko all'attacco!
- Teho Teardo - Delta, Orlando

### Migliore canzone originale
- Caro amore lontanissimo (musica di Sergio Endrigo, testi di Riccardo Sinigallia, interpretata da Marco Mengoni) - Il colibrì
- Leggera (musica e testi di Levante, Antonio Filippelli, Daniel Gabriel Bestonzo, interpretata da Levante) - Romantiche
- Se mi vuoi (musica, testi e interpretazione di Diodato) - Diabolik - Ginko all'attacco!
- La palude (musica e testi di Niccolò Falsetti, Giacomo Pieri, Alessio Ricciotti, Francesco Turbanti, interpretata da Francesco Turbanti, Emanuele Linfatti, Matteo Creatini) - Margini
- Proiettili (ti mangio il cuore) (musica di Joan Thiele, Elisa, Emanuele Triglia, testi e interpretazione di Elodie, Joan Thiele) - Ti mangio il cuore
- 'O Dj (Don't Give Up) (musica, testi e interpretazione di Liberato) - Mixed by Erry

### Miglior casting director
- Francesca Borromeo - Mixed by Erry
- Marita D'Elia - Piano piano
- Teresa Razzauti - Diabolik - Ginko all'attacco!
- Francesco Vedovati, Morgana Bianco - Le otto montagne
- Francesco Vedovati, Barbara Giordani - L'ombra di Caravaggio

### Premi speciali

#### Nastro d'argento dell'anno
- La stranezza, regia di Roberto Andò

#### Nastro d'argento alla carriera
- Giovanna Ralli

#### Nastro d'argento speciale
- Michele Placido

#### Il "cameo" dell'anno
- Giovanni Veronesi in La divina cometa

#### Nastro d'argento europeo
- Valeria Bruni Tedeschi per Forever Young - Les Amandiers

#### Premio Guglielmo Biraghi
- Leonardo Maltese - Il signore delle formiche, Rapito
- Valentina Romani - Il sol dell'avvenire

#### Premio Graziella Bonacchi
- Samuele Segreto, Gabriele Pizzurro - Stranizza d'amuri

#### Premio Fondazione Claudio Nobis
- Greta Gasbarri - Mia
- Massimiliano Caizzo - Piano piano

#### Premio Persol al personaggio dell'anno
- Giacomo Gianniotti

#### Premio Wella per l'immagine
- Pilar Fogliati

#### Premio Nuovo Imaie
- Lidia Vitale - Ti mangio il cuore

#### Premio HamiltonBehind the camera- Nastri d'Argento
- Colapesce Dimartino

#### Premio Manfredi
- Paola Minaccioni

#### Premio Pinko
- Lucrezia Guidone

## Corti d'Argento

### Finzione
- Calcutta 8:40 AM, regia di Adriano Valerio
- Battima, regia di Federico Demattè
- Il Barbiere Complottista, regia di Valerio Ferrara
- La Fornace, regia di Daniele Ciprì
- Le Variabili Dipendenti, regia di Lorenzo Tardella

### Animazione
- A guerra finita, In quanto a noi, regia di Simone Massi
- Caramelle, regia di Matteo Panebarco
- Clair De Lune, regia di Diego Zucchi e Fabio Bozzetto
- Fantasma, regia di Donato Sansone
- When You Wish Upon A Star, regia di Domenico Modafferi

### Nastro speciale
- Le pupille, regia di Alice Rohrwacher

### Menzione speciale
- Ughetto Forno, Il partigiano bambino, regia di Fabio Vasco

### Miglior esordio alla regia
- Serena Corvaglia - Un'ora sola
- Greta Scarano - Feliz Navidad

### Migliori interpretazioni
- Aurora Giovinazzo - Nostos
- Abdoulaye Seck - Battima